# Béni Nkololo
Béni Jean-Luc Nkololo (Rennes, 6 novembre 1996) è un calciatore francese con cittadinanza della Repubblica Democratica del Congo, ala del CFR Cluj.

## Biografia
È il fratello minore dell'ex calciatore Jordan Nkololo.

## Carriera
Crewsciuto nel settore givoanile del Brest, ha esordito trs i professionisti il 6 maggio 2016, nella partita di Ligue 2 persa per 2-0 contro il Clermont Foot. Il 21 luglio seguente passa in prestito all'Avranches, che nella stagione successiva lo firma a titolo definitivo con un biennale. Il 3 luglio 2018 passa al Tours; il 5 giugno 2019 si trasferisce al Lyon-La Duchère, con cui resta tuttavia ai margini della rosa.
Il 26 giugno 2020 viene quindi tesserato dal Concarneau; il 27 agosto 2021 firma un biennale con i Central Coast Mariners. Dopo un'ottima prima stagione con il club di Gosford, il 21 giugno 2022 prolunga fino al 2024. Dopo aver vinto il campionato con i Mariners, il 1º agosto 2023 si trasferisce all'Al-Orobah, club militante nella seconda serie saudita, con cui conquista la promozione in Saudi Pro League.
Il 4 luglio 2024 passa al CFR Cluj, con cui al termine della stagione vince la Coppa di Romania.

## Statistiche

### Presenze e reti nei club
Statistiche aggiornate al 12 luglio 2025.
| Stagione             | Squadra              | Campionato           | Campionato | Campionato | Coppe nazionali | Coppe nazionali | Coppe nazionali | Coppe continentali | Coppe continentali | Coppe continentali | Altre coppe | Altre coppe | Altre coppe | Totale | Totale |
| Stagione             | Squadra              | Comp                 | Pres       | Reti       | Comp            | Pres            | Reti            | Comp               | Pres               | Reti               | Comp        | Pres        | Reti        | Pres   | Reti   |
| -------------------- | -------------------- | -------------------- | ---------- | ---------- | --------------- | --------------- | --------------- | ------------------ | ------------------ | ------------------ | ----------- | ----------- | ----------- | ------ | ------ |
| mag. 2016            | Brest                | L2                   | 1          | 0          | CF+CdL          | -               | -               | -                  | -                  | -                  | -           | -           | -           | 1      | 0      |
| 2016-2017            | Avranches            | CN                   | 20         | 2          | CF              | 5               | 2               | -                  | -                  | -                  | -           | -           | -           | 25     | 4      |
| 2017-2018            | Avranches            | CN                   | 31         | 6          | CF              | 3               | 3               | -                  | -                  | -                  | -           | -           | -           | 34     | 9      |
| Totale Avranches     | Totale Avranches     | Totale Avranches     | 51         | 8          |                 | 8               | 5               |                    | -                  | -                  |             | -           | -           | 59     | 13     |
| 2018-2019            | Tours                | CN                   | 20         | 2          | CF+CdL          | 1+1             | 0               | -                  | -                  | -                  | -           | -           | -           | 22     | 2      |
| 2019-2020            | Lyon-La Duchère      | CN                   | 9          | 0          | CF              | 1               | 1               | -                  | -                  | -                  | -           | -           | -           | 10     | 1      |
| 2020-2021            | Concarneau           | CN                   | 26         | 1          | CF              | 1               | 0               | -                  | -                  | -                  | -           | -           | -           | 27     | 1      |
| 2021-2022            | C.C. Mariners        | AL                   | 22+1       | 7          | CA              | 3               | 0               | -                  | -                  | -                  | -           | -           | -           | 26     | 7      |
| 2022-2023            | C.C. Mariners        | AL                   | 23+3       | 7+1        | CA              | 1               | 1               | -                  | -                  | -                  | -           | -           | -           | 27     | 9      |
| Totale C.C. Mariners | Totale C.C. Mariners | Totale C.C. Mariners | 45+4       | 14+1       |                 | 4               | 1               |                    | -                  | -                  |             | -           | -           | 53     | 16     |
| 2023-2024            | Al-Orobah            | PD                   | 32         | 5          | KC              | 1               | 0               | -                  | -                  | -                  | -           | -           | -           | 33     | 5      |
| 2024-2025            | CFR Cluj             | L1                   | 29         | 3          | CR              | 4               | 2               | UCoL               | 5                  | 1                  | -           | -           | -           | 38     | 6      |
| 2025-2026            | CFR Cluj             | L1                   | 0          | 0          | CR              | 0               | 0               | UEL                | 1                  | 0                  | SR          | 0           | 0           | 1      | 0      |
| Totale CFR Cluj      | Totale CFR Cluj      | Totale CFR Cluj      | 29         | 3          |                 | 4               | 2               |                    | 6                  | 1                  |             | 0           | 0           | 39     | 6      |
| Totale carriera      | Totale carriera      | Totale carriera      | 213+4      | 33+1       |                 | 21              | 9               |                    | 6                  | 1                  |             | 0           | 0           | 244    | 44     |

## Palmarès

### Club

#### Competizioni nazionali
- Campionato australiano: 1

Central Coast Mariners: 2022-2023
- Coppa di Romania: 1

CFR Cluj: 2024-2025